# Юй Дерлін
Юй Дерлін (*裕德齡, 8 червня 1885 — 22 листопада 1944) — китайська письменниця, перекладачка часів занепаду династії Цін, згодом емігрантка.

## Життєпис
Походила з аристократичного маньчжурського роду, що входив до корпусу білого прапору. Донька Юй Гена, впливового сановника та дипломата. Він користувався підтримкою імператриці Ци Сі. Народилася у м. Учан. Юй Дерлін була з батьком під час його перебування на чолі посольства в Японії у 1895 році (до 1899 року).
З 1899 році Дерлін з батьком перебирається до Франції, де той служив послом Китаю. У Парижі вона отримала західну освіту, захопилася танцями. Тоді ж затоваришувала з Айсидорою Дункан.
На початку 1902 року Дерлін з родиною повертається до Китаю, де деякий час мешкає у Шанхаї. Після смерті батька у 1905 році призначається фрейліною імператриці Ци Сі. У 1907 році вона подає у відставку та виходить заміж. Водночас починає займатися літературною діяльністю. У 1915 році разом із чоловіком переїздить до США.
під час Другої Світової війни організовувала рух та збір коштів на підтримку Китаю у війні із Японією. Потім перебралася до Канади, де й загинула в автомобільній аварії.

## Родина
Чоловік — Таддей Вайт, віце-консул Генерального консульства США.
дітей не було

## Творчість
Усього у доробку Юй Дерлін 9 книг. Значну частину складають мемуари, спогади, де розкриваються таємниці двору цінських імператорів та імператриць. Найвідоміша праця — «Два роки у Забороненому місті», що вийшла друком у 1911 році. Розквіт творчості Дерлін припадає на 1920-30-ті роки, час перебування її в США — «Старий Будда» (1928 рік), «Низький уклін» (1929 рік) «Пелюстки лотосу» (1930 рік), «Нефрит і Дракони» (1932 рік), «Золотий Фенікс» (1932 рік), «Імператорські пахощі» (1933 рік), «Син Неба» (1935 рік).